# سیارک ۳۶۹۷
سیارک ۳۶۹۷ (به انگلیسی: 3697 Guyhurst، نامگذاری:1984EV) سه هزار و ششصد و نود و هفتمین سیارک کشف شده‌است که در ۶ مارس ۱۹۸۴ کشف شد.
قدر مطلق سیارک برابر ۱۳٫۸۰ است.